# Knebworth
Knebworth falu az Egyesült Királyságban, Angliában, Hertfordshire megyében. Stevenagetől délre, az A602-es út mentén.
A hely már a újkőkorszakban is lakott volt, és 1086-ban a Domesday Bookban is megemlítették Chenepeworde néven. Akkoriban 150 lakosa volt. Az eredeti falu, amit ma Old Knebworth néven ismernek a Knebworth House körül épült fel. A mai Knebworth a 19. század végén kezdett kialakulni, Old Knebworthtől 1 mérföldre keletre, ahol vasútállomást építettek.
Knebworth Houseban 1974 óta szabadtéri pop-rock koncerteket tartanak, neves fellépőkkel.

## Fordítás
Ez a szócikk részben vagy egészben  a   Knebworth című angol Wikipédia-szócikk ezen változatának fordításán alapul.  Az eredeti cikk szerkesztőit annak laptörténete sorolja fel. Ez a jelzés csupán a megfogalmazás eredetét és a szerzői jogokat jelzi, nem szolgál a cikkben szereplő információk forrásmegjelöléseként.